# Henri Bamberger
Pour les articles homonymes, voir Bamberger.
Henri Bamberger (17 mars 1826, Mayence - 22 novembre 1908, Paris) est un banquier. 

## Biographie
Né dans une famille juive de Mayence, son père est un banquier et sa mère est de la famille Bischoffsheim, sœur de Louis Raphaël et Jonathan-Raphaël Bischoffsheim. Il est le frère de Ludwig Bamberger et de Rudolph Bamberger (de). Il épouse Amalia von Hirsch, fille du baron Joseph von Hirsch (de) et de Karolina Wertheimer, et sœur de Maurice de Hirsch.
Il s'installe comme banquier à Anvers, contribue à la création de l'école commerciale d'Anvers et est naturalisé par le roi Léopold de Belgique le 27 décembre 1858. Il devient directeur de la Banque de crédit et de dépôt des Pays-Bas à Paris. Si le siège social de cette banque fondée par son oncle Louis Raphaël Bischoffsheim était à Amsterdam, le centre de l'activité se trouvait être autour de la succursale parisienne. Bamberger fait partie du premier conseil d'administration de la Banque de Paris en 1869, et prend part à la fusion des deux établissements donnant naissance à la Banque de Paris et des Pays-Bas en 1871, dont il devient également administrateur, le restant jusqu'à sa mort.
Il fonde en 1874 des bourses en vue d'encourager l'enseignement commercial en France.
Il réalisa également des investissements dans l'Empire ottoman.

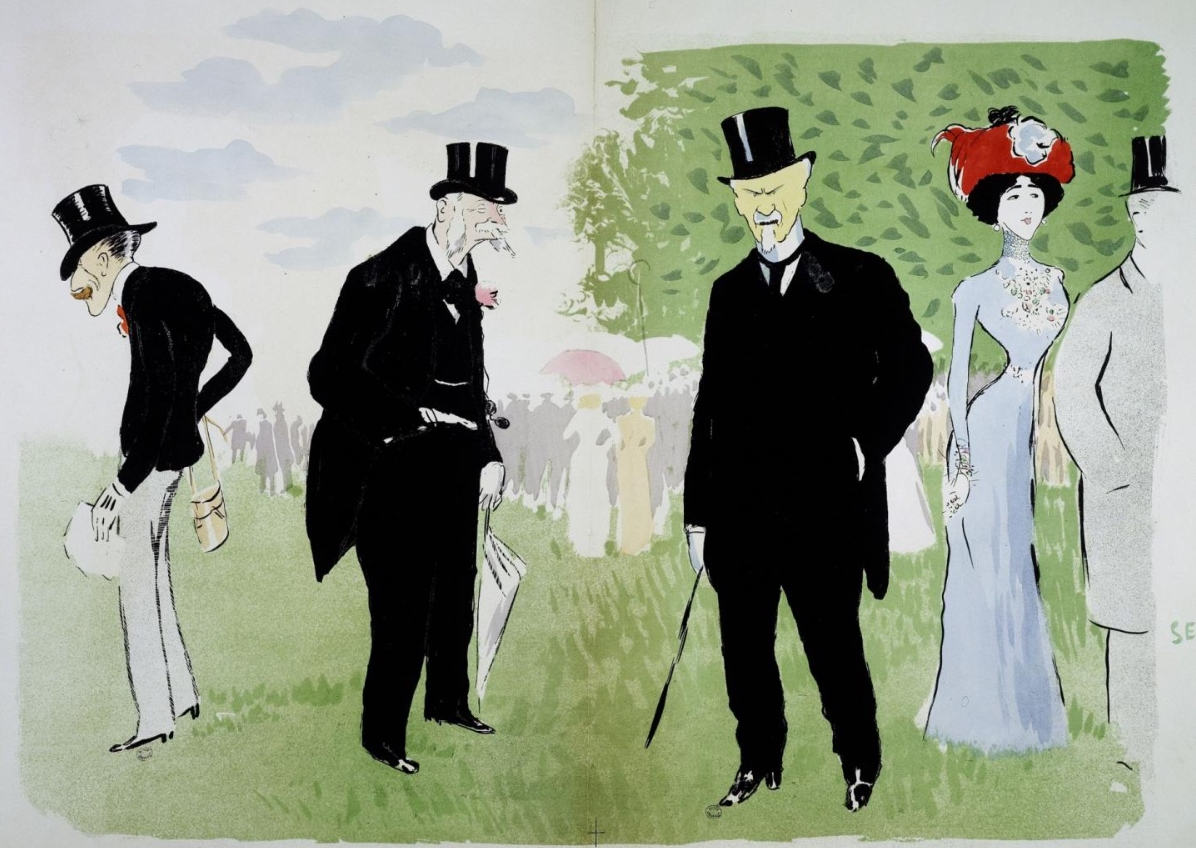
Bamberger, Alphonse de Rotschild, Henri Rochefort, Lina Cavalieri (caricature par Sem).

Il fait don à l'Œuvre de l'hospitalité de nuit de quoi permettre la construction d'une quatrième maison pour loger les sans-abri, au no 122, boulevard de Charonne, en 1888.
Il se fait construire un hôtel particulier aux nos 12-14 du rond-point des Champs-Élysées. Il « avait installé dans ce palais tous les signes de sa fortune et l'infortune de sa singulière laideur […] Entre autres disgrâces, une difformité, qui l'avait fixé pour toujours dans l'attitude du chasseur prêt à tirer, lui avait fait donner, dans la société où il avait tenu à s'imposer, le sobriquet de Couche-en-joue. […] Il paraît qu'il avait jeté son dévolu sur une demoiselle Minnie David. Mais celle-ci préféra devenir Mme Paul Bourget. […] Finalement, Couche-en-joue fut agréé par Mlle de Moracin, fille du baron de Moracin, et cette alliance avec une catholique n'alla pas sans soulever maints commentaires […] ». Ce dernier point  ne concerne pas Henri Bamberger, mais son fils Auguste. Il souhaita faire don de l'hôtel Bamberger au Jockey Club de Paris lorsque celui-ci chercha un nouveau siège en posant pour seule condition d'y être admis, mais le cercle déclina hautement la proposition et s'installa rue Scribe.'
Il acquiert le château d'Hénonville en 1902. Contrat de location vente signé en 1893 avec le M. Roslin d'Ivry. Les deux noms (Bamberger-Roslin) sont associés sur les actes notariés. Henri Bamberger en obtient la jouissance totale en 1901, à la suite de l'acte de vente du 13 juillet 1900.

## Distinctions
- Officier d'académie
- Officier de la Légion d'honneur[Quand ?]

## Publications

### Préface
- L'empire de l'argent : étude sur la Chine financière, par Joseph Dubois - préface d'Henri Bamberger (1906)

## Sources
- Jean Lambert-Dansette, Histoire de l'entreprise et des chefs d'entreprise en France, Volume 1, 2000
- Histoire, économie et société, Volume 17, 1998
- Neue Deutsche Biographie, Volume 9, 1953